# محوطه شهرک ۱
محوطه شهرک ۱ مربوط به هزاره سوم قبل از میلاد سده‌های میانه دوران‌های تاریخی پس از اسلام است و در شهرستان ایرانشهر، بخش بمپور، دهستان بمپور شرقی، ۱ کیلومتری شمال شرق شهرک شهید بهشتی واقع شده و این اثر در تاریخ ۳۰ بهمن ۱۳۸۶ با شمارهٔ ثبت ۲۱۱۵۱ به‌عنوان یکی از آثار ملی ایران به ثبت رسیده است.